# Антониаду, Элени
Эле́ни Антониа́ду (греч. Ελένη Αντωνιάδου, англ. Eleni Antoniadou; род. 1988, Салоники, Центральная Македония, Греция) — греческий учёный, специалист в области тканевой инженерии.

## Биография
Родилась в 1988 году в Салониках (Центральная Македония, Греция).
В 2009 году окончила факультет компьютерных наук и биомедицинской информатики Университета Центральной Греции со степенью бакалавра наук. Дипломную работу, посвящённую разработке новой системы телемониторинга сердца пациента с помощью беспроводных датчиков, подготовила под руководством Илиаса Маглоянниса.
Окончила Университетский колледж Лондона, где изучала нанотехнолонию и регенеративную медицину.
В 2010 году стала стипендиаткой Программы Фулбрайта и начала учиться в Иллинойсском университете в Урбане-Шампейне (UIUC), где изучала биологическую и тканевую инженерию.
Начав учёбу в докторантуре в UIUC, Антониаду оказалась в числе 1 200 студентов, оторбранных Европейским космическим агентством (ESA) и Национальным управлением по воздухоплаванию и исследованию космического пространства (NASA) с целью работы в Академии Эймса по исследованию космоса для изучения влияния радиации на нервную систему космонавтов.
В качестве волонтёра принимала участие в миссиях Фонда международной медицинской помощи детям по оказанию гуманитарной помощи в Коста-Рике, Перу и Уганде.
Находясь в Лондоне, стала соучредителем компании «Transplants Without Donors».